# Tirreno-Adriático 1998
La XXXIII edición del Tirreno-Adriático se disputó entre el 11 y el 18 de marzo de 1998 con un recorrido de 1.441 kilómetros con salida en Sorrento y llegada a San Benedetto del Tronto. El ganador de la carrera fue el suizo Rolf Jaermann del Casino.

## Etapas
| Etapa | Fecha       | Recorrido                             | km    | Ganador           | Líder             |
| ----- | ----------- | ------------------------------------- | ----- | ----------------- | ----------------- |
| 1ª    | 11 de marzo | Sorrento - Sorrento                   | 133,0 | Gabriele Balducci | Gabriele Balducci |
| 2ª    | 12 de marzo | Sorrento - Baia Domizia               | 164,0 | Erik Zabel        | Gabriele Balducci |
| 3ª    | 13 de marzo | Sessa Aurunca - Venafro               | 224,0 | Ján Svorada       | Gabriele Balducci |
| 4ª    | 14 de marzo | Venafro - Tívoli                      | 215,0 | Gabriele Colombo  | Gabriele Balducci |
| 5ª    | 15 de marzo | Tivoli- Torricella Sicura             | 208,0 | Rolf Sørensen     | Rolf Sørensen     |
| 6ª    | 16 de marzo | Teramo - Frontone                     | 167,0 | Giovanni Lombardi | Rolf Jaermann     |
| 7ª    | 17 de marzo | Civitanova Marche - Civitanova Marche | 164,0 | Erik Zabel        | Rolf Jaermann     |
| 8ª    | 18 de marzo | Grottammare - S.B del Tronto          | 133,0 | Erik Zabel        | Rolf Jaermann     |

## Clasificaciones finales

### General
| Posición | Ciclista             | Equipo                         | Tiempo      |
| -------- | -------------------- | ------------------------------ | ----------- |
| 1        | Rolf Jaermann        | Casino                         | 38h 27' 30" |
| 2        | Franco Ballerini     | Mapei                          | + 4"        |
| 3        | Jens Heppner         | Telekom                        | + 1' 15"    |
| 4        | Rolf Sørensen        | Rabobank                       | + 13' 15"   |
| 5        | Zbigniew Spruch      | Mapei                          | + 13' 20"   |
| 6        | Germano Pierdomenico | Cantina Tollo                  | + 13' 22"   |
| 7        | Nicola Loda          | Ballan                         | + 13' 23"   |
| 8        | Claudio Chiappucci   | Ros Mary-Amica Chips           | + 13' 25"   |
| 9        | Roberto Pistore      | Riso Scotti-MG Boys Maglificio | + 13' 27"   |
| 10       | Servais Knaven       | TVM                            | + 13' 27"   |